# دينيس المييدا
دينيس المييدا (28 يونيو 1995 بإسبوسيندي في البرتغال - ) هو لاعب كرة قدم برتغالي في مركز الدفاع. لعب مع سبورتينغ براغا.

## روابط خارجية
- دينيس المييدا على موقع الاتحاد الأوربي (الإنجليزية)
- دينيس المييدا على موقع قاعدة بيانات كرة القدم.إي يو (الإنجليزية)
- دينيس المييدا على موقع Soccerway.com (الإنجليزية)
- دينيس المييدا على موقع AS.com (الإسبانية)